# Pithecoctenium crucigerum
Pithecoctenium crucigerum är en katalpaväxtart som först beskrevs av Carl von Linné, och fick sitt nu gällande namn av Alwyn Howard Gentry. Pithecoctenium crucigerum ingår i släktet Pithecoctenium och familjen katalpaväxter. Inga underarter finns listade i Catalogue of Life.